# Language of the Heart
Language of the Heart er det niende studiealbum fra den danske sangerinde Sanne Salomonsen. Det udkom den 25. februar 1994 på Virgin. Efter blues-albummet Where Blue Begins (1991), indspillede Sanne Salomonsen et mere rocket album i Ocean Way Studio i Los Angeles, med musikere fra Little Feat. Albummet blev produceret af Nick Davis, og co-produceret af Sanne Salomonsen. 
Language of the Heart blev også udsendt internationalt, men gennembruddet udeblev da Sanne fravalgte at flytte til USA til fordel for hendes søn. Om det mislykkedes forsøg på at slå igennem i USA sagde Sanne, "Det var ikke så meget at lave pladerne, men alt det med at promovere dem bagefter. [...] For mig handler det om at spille, og det lagt sammen med at bo i Nordjylland og hele tiden rejse til USA og samtidig være en god mor, det kunne jeg ikke få til at gå på i en højere enhed". I stedet valgte sangerinden at fokusere på Skandinavien. I Danmark modtog albummet tre-dobbelt platin for 150.000 solgte eksemplarer, og var med 170.000 eksemplarer det bedst sælgende album i 1994.

## Spor
| #   | Titel                        | Sangskriver(e)                 | Længde |
| --- | ---------------------------- | ------------------------------ | ------ |
| 1.  | "Haven't I Been Good to You" | Jim Vallance, Rick Springfield | 4:26   |
| 2.  | "Language of the Heart"      | Ricky Byrd, Richard Supa       | 4:32   |
| 3.  | "Love Done Right"            | Sanne Salomonsen, Byrd         | 3:53   |
| 4.  | "Last Chance for Love"       | Kim Wagner                     | 6:04   |
| 5.  | "Love Don't Bother Me"       | Stage Dolls                    | 5:13   |
| 6.  | "What Does It Matter"        | Sheryl Crow                    | 3:43   |
| 7.  | "Walking That Fine Line"     | Salomonsen, Byrd               | 5:12   |
| 8.  | "Come to the Water"          | Byrd, Betty Scott              | 3:08   |
| 9.  | "Grip of Love"               | Maggie Ryder                   | 3:43   |
| 10. | "When a Woman Pretends"      | Chris Neil, Adrian Lee         | 4:38   |

## Musikere
- Sanne Salomonsen – vokal, co-producer
- Bill Payne – keyboard
- Paul Barrère – guitar
- Fred Tackett  – guitar
- Kenny Gradney – bas
- Sam Clayton – percussion
- Kenny Aronoff – trommer
- Nick Davis – producer, mixer
- Steve Holroyd – tekniker
- Maggie Ryder – kor (spor 4, 5, 7)
- Miriam Stockley – kor (spor 4, 5, 7)

## Hitlister
| Hitliste (1994) | Højeste placering |
| --------------- | ----------------- |
| Danmark         | 1                 |
| Sverige         | 9                 |